# Левер, Хэйли
Хэйли Левер (англ. Richard Hayley Lever; 1875—1958) — американский художник-импрессионист австралийского происхождения; гравер и преподаватель.

## Биография
Родился 28 сентября 1875 года в городе Bowden, Южная Австралия, в семье Albion W. Lever.
Живописью начал заниматься обучаясь в колледже Prince Alfred College у Джеймса Эштона (James Ashton). После окончания колледжа продолжил учебу в Эштона в его художественной школе в Норвуде. В 1892 году стал членом клуба Adelaide Easel Club в Аделаиде.
Когда в 1882 году умер его дед по материнской линии, владелец кожевенного завода в городе Боуден, оставшегося от него наследства было достаточно для поездки в 1899 году в Англию, чтобы продолжить свою карьеру в живописи. Левер приехал в Сент-Айвс на побережье Корнуолла. Город имел репутацию центра морской живописи во многом благодаря Albert Julius Olsson, известному британскому художнику-маринисту. Здесь Хэйли Левер делил студию с Фредериком Вогом (Frederick Judd Waugh), изучал технику живописи у импрессионистов Albert Olsson и Algernon Talmage. Работал в портах городов Дуарнене и Конкарно в Бретани.
В 1904 году художник ездил в Аделаиду, где от туберкулеза умерла его мать. Здесь в течение года он провёл несколько выставок и преподавал рисование. В 1906 году вернулся в Англию, где в Сент-Айвсе и женился на Aida Smith Gale. В 1908 году находился в Голландии.
В 1911 году художник-импрессионист Эрнест Лоусон уговорил Левера переехать в Америку, заявив, что он будет иметь там большой успех. Хэйли прибыл в США в 1912 году, остановился в Нью-Йорке, где писал виды на реку Гудзон, Таймс-сквер и Центральный парк. Путешествуя по Америке, побывал на восточном побережье страны, где некоторое время работал в Глостере и Marblehead, штат Массачусетс. Был принят в круг друзей-художников Лоусона, регулярно с ними выставляясь. Через некоторое время он покинул Нью-Йорк и обосновался в Массачусетсе.
С 1919 по 1931 годы Левер преподавал в художественных классах в Лиге студентов-художников Нью-Йорка. В 1922 году был членом арт-жюри на международной выставке Карнеги в Питтсбурге. К 1930 году художник переехал в Колдуэлл, Нью-Джерси, где оставался до 1938 года, пока не переехал в Маунт-Вернон, Нью-Йорк. Живя в Нью-Йорке, путешествовал и писал морские пейзажи в Нью-Джерси, Пенсильвании, Новой Англии, а также в канадских приморских провинциях. Кроме этого совершал заграничные путешествия в Шотландию, Канаду и Багамские острова, часто посещал Европу. В 1934—1935 годах преподавал уроки живописи в Forum School of Art в Bronxville, Нью-Йорк. В более поздний период жизни у Левера развился артрит правой руки, который мешал его активной работе и длительным путешествиям, заставивший его сосредоточиться на натюрмортах. Так как артрит прогрессировал, то Хэйли научился писать левой рукой. После смерти его жены Аиды в 1949 году, художник никуда не выезжал из своего дома и продолжал писать до своей смерти, ведя уединённый стиль жизни.
Умер 6 декабря 1958 года в Маунт-Верноне, Нью-Йорк. Был признан одним из лидеров американского импрессионизма XX века.

## Труды
Работы художника находятся во многих музеях США и Австралии, а также в частных коллекциях.
Был членом:
- National Academy of Design,
- National Arts Club,
- New Society of Artists,
- Royal Society of British Artists,
- Royal Institute of Oil Painters,
- Royal West of England Academy.